# Tetramorium sikorae
Tetramorium sikorae är en myrart som beskrevs av Auguste-Henri Forel 1892. Tetramorium sikorae ingår i släktet Tetramorium och familjen myror. Inga underarter finns listade i Catalogue of Life.

## Bildgalleri

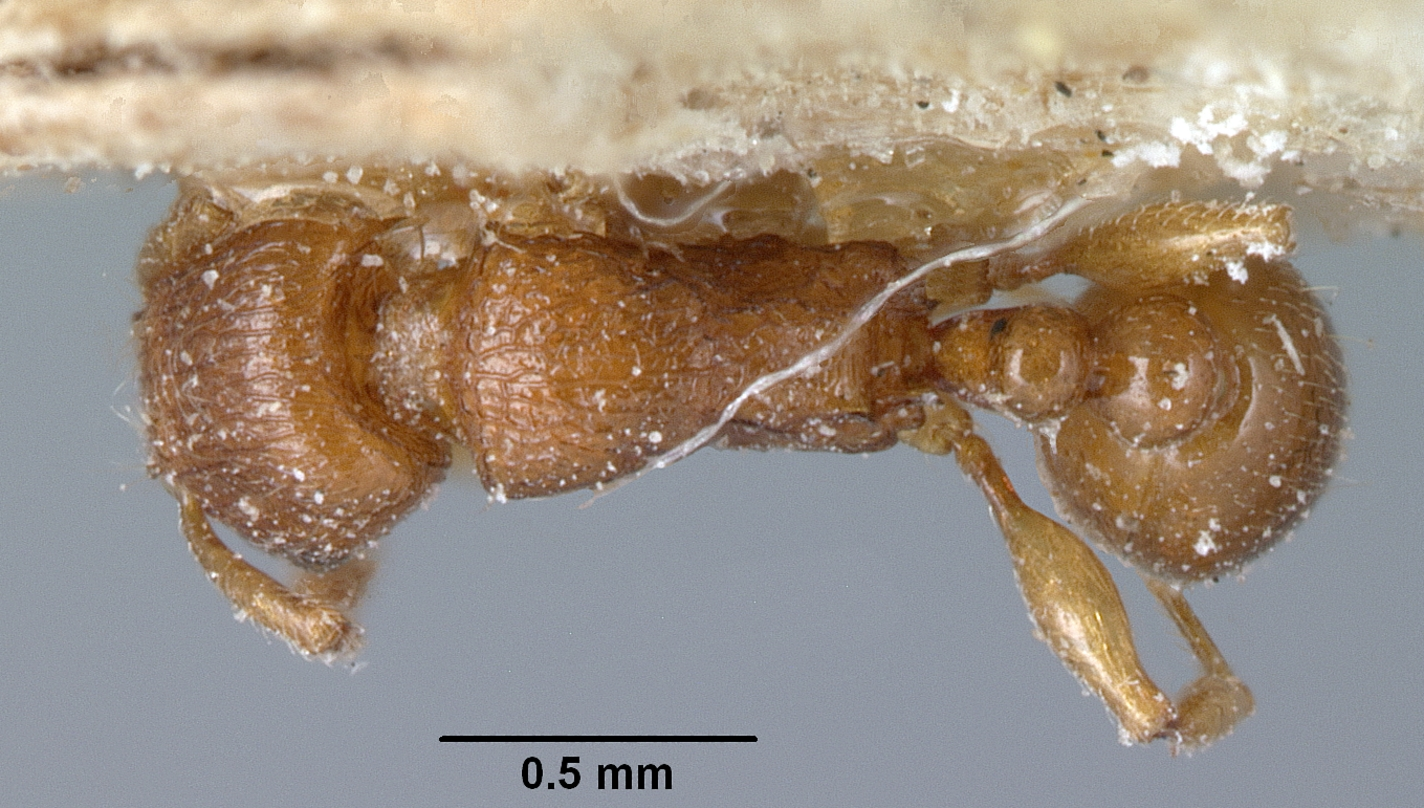
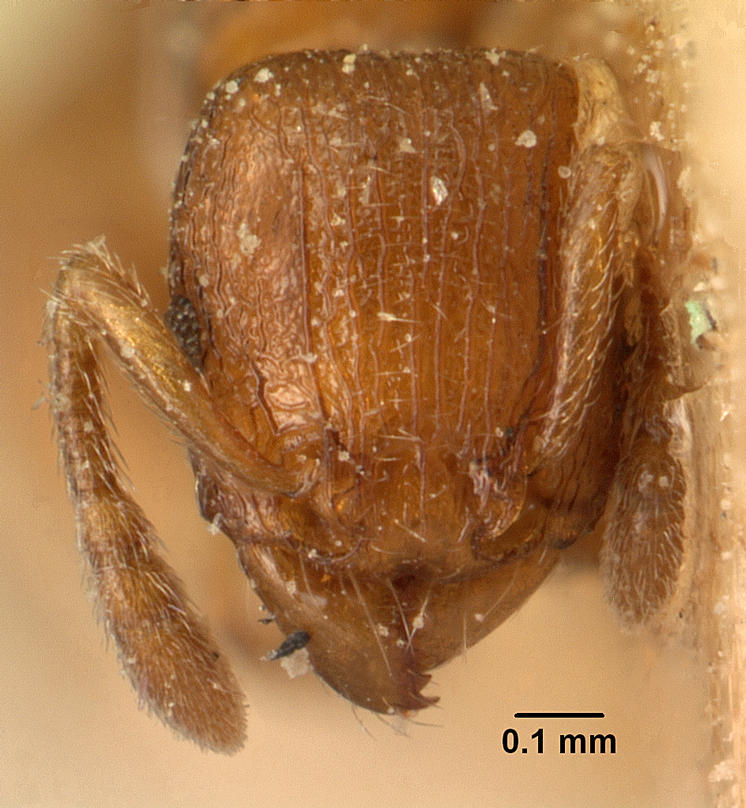
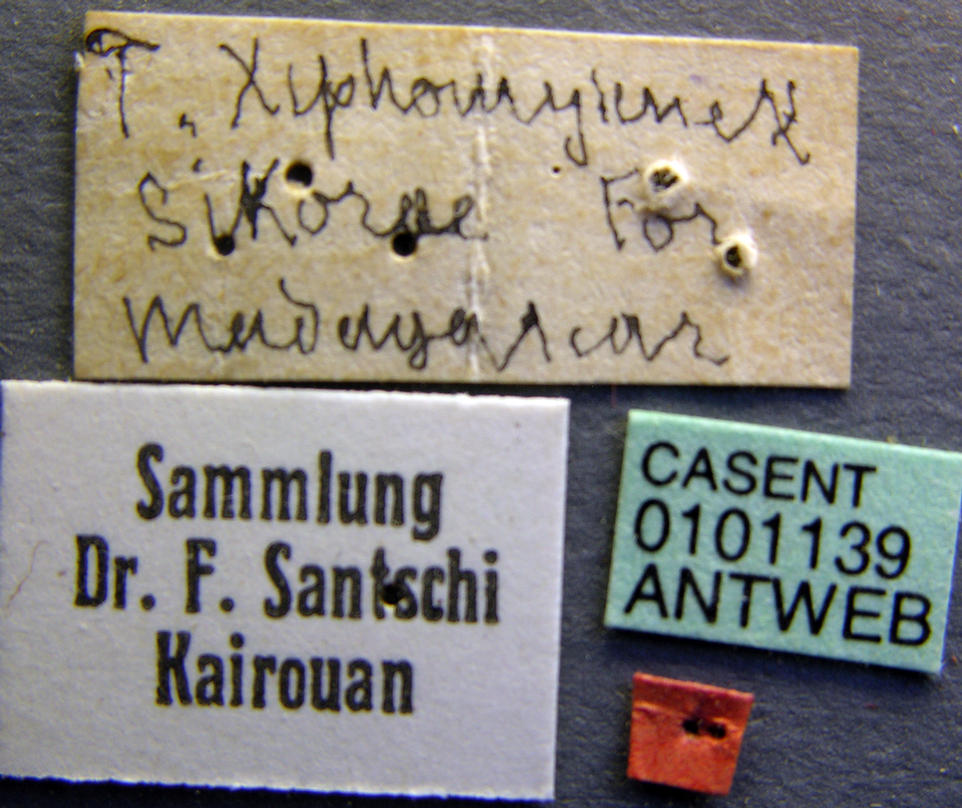
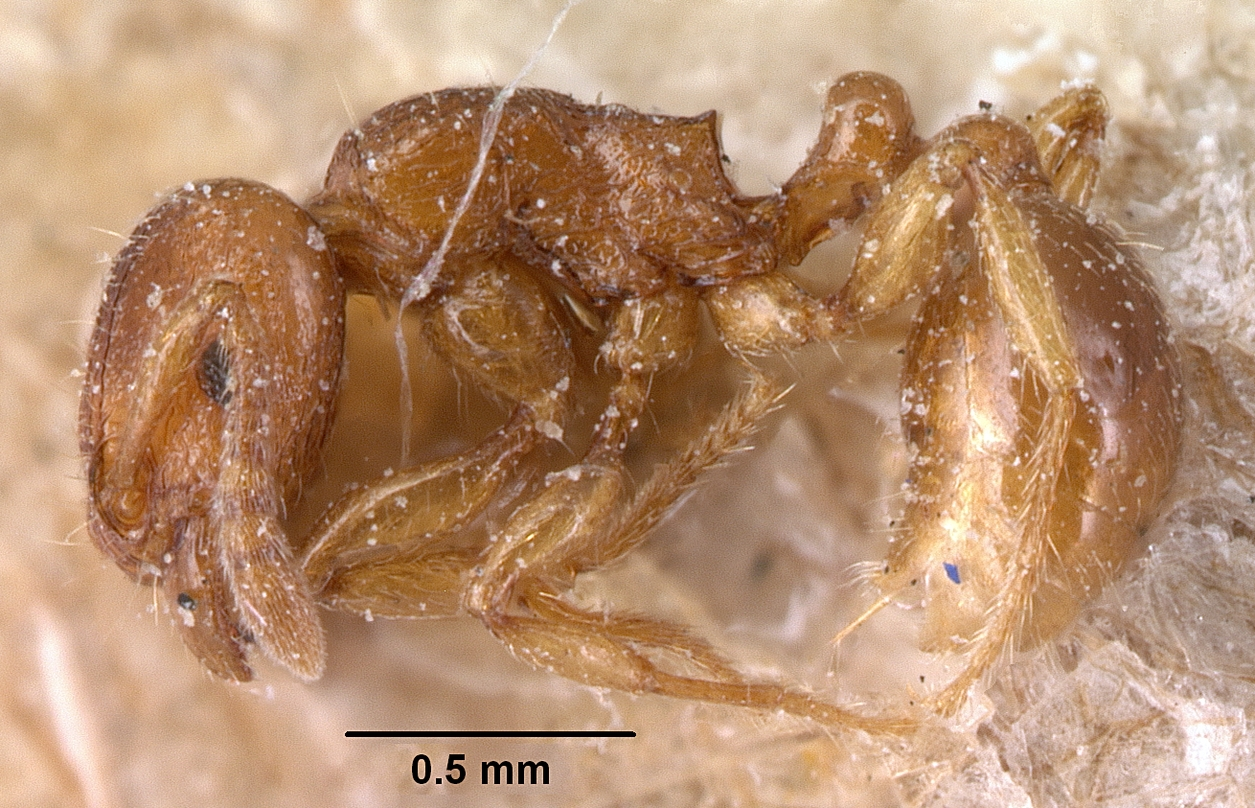
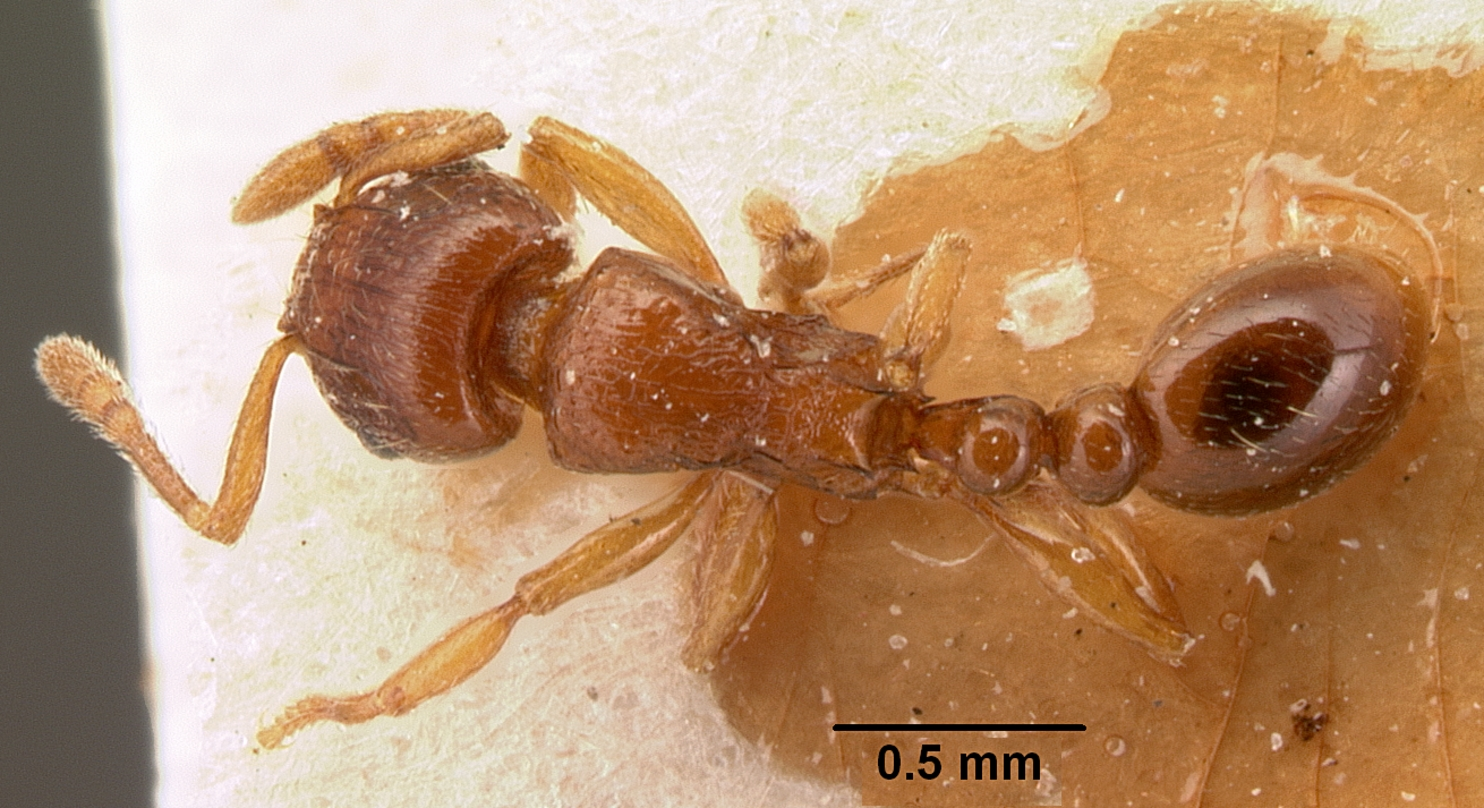
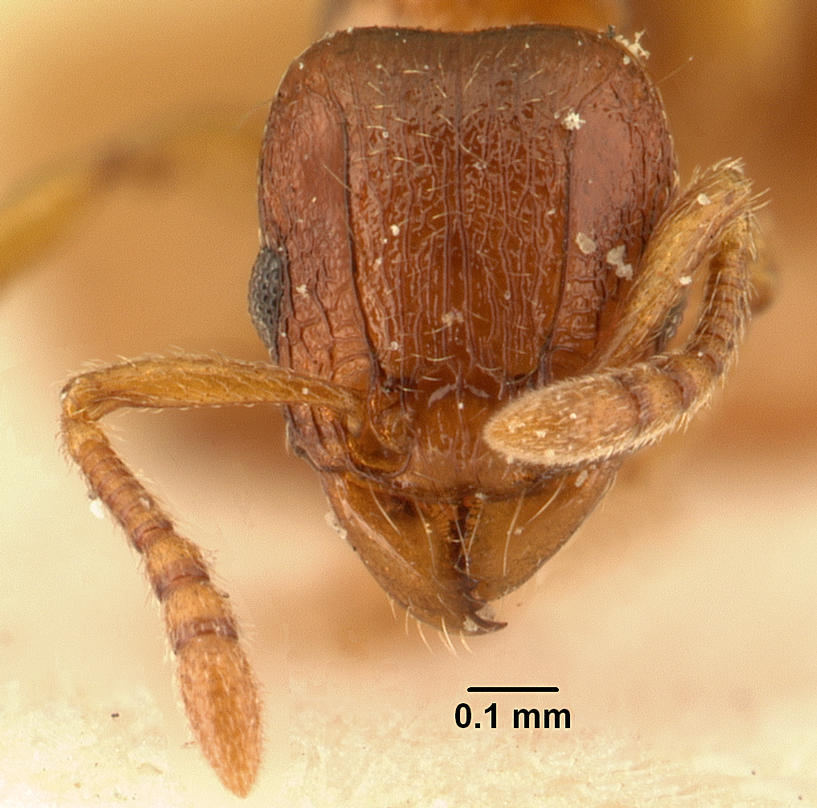